# Assa Abloy Sicherheitstechnik
Die Assa Abloy Sicherheitstechnik GmbH im baden-württembergischen Albstadt ist im Bereich Sicherheitstechnik tätig und gehört zu der Unternehmensgruppe Assa Abloy. Sie stellt mechanische und elektronische Schließanlagen, Türschließer, Sicherheitsschlösser, Zutrittskontrollanlagen, Rettungswegtechnik, Elektro-Türöffner, Elektro-Riegel, Elektro-Haftmagneten und Feststellanlagen her.

## Geschichte
Die Assa Abloy Sicherheitstechnik GmbH wurde 2005 aus den beiden Hauptunternehmen effeff Fritz Fuss und IKON in Berlin gegründet. Außerdem gehören noch die Unternehmen Melchert, Dörrenhaus und BAB IKON dem Unternehmen an. BAB-Ikon wurde 2004 mit der IKON AG verschmolzen. Die mechanischen Zylinder werden im Ikon-Werk an der Goerzallee in Berlin-Zehlendorf produziert.
Im Werk Albstadt sind zurzeit rund 380 Mitarbeiter und im Werk Berlin rund 400 Mitarbeiter beschäftigt.

## Markeeffeff
Die Marke effeff ist eine der weltweit führenden Marken für elektromechanische Ver- und Entriegelung.
Zu den Produkten zählen Elektro-Türöffner, Elektro-Riegel, Sicherheitsschlösser, Zutrittskontrollen und Rettungswegtechnik, die heute in über 75 Ländern der Welt vertrieben werden.
Effeff vertreibt seine Ware überwiegend an Fachhändler.

## MarkeZeiss Ikon
Zeiss Ikon gilt als erster Hersteller von Profilzylindern. Die Abmessungen moderner Zylinder finden ihren Ursprung in dem von Sylvester Wöhrle, einem Ingenieur der Actiengesellschaft Hahn für Optik und Mechanik in Ihringshausen bei Kassel, einem Tochterunternehmen der Optischen Anstalt C. P. Goerz, entwickelten Profilzylinder, diese Entwicklung wurde 1924 zum Patent „Schließzylinder mit Sicherheitsschloss“ angemeldet. 1927 ging dieses Patent an Zeiss-Ikon und wurde später in die DIN 18252 übernommen.
Die Marke Zeiss Ikon wurde 1989 aus der Carl Zeiss AG herausgelöst und unter dem Namen „Ikon“ in die Unternehmensgruppe Assa Abloy überführt.  Im Werk Berlin werden Profilzylinder und Schlüssel produziert.